# Летище „Васил Левски“ – София
Летище „Васил Левски“ (SOF/LBSF), известно още като Аерогара/Летище София (на английски: Sofia Airport), е най-голямото и натоварено международно летище в България.
Разположено е на около 10 km източно от центъра на столицата. От 2020 година е отдадено на 35-годишна концесия на „Соф Кънект“ АД. Летището е възел за националния авиопревозвач – България Ер. Летище София беше база и за единствената българска авиокомпания, която изпълняваше полети на дълги разстояния – Гъливеър.
Летище София е с дългогодишен опит в летищна експлоатация и наземно обслужване на пътници, самолети, товари и поща. Аеропортът е партньор с над 30 авиокомпании, които оперират по 45 дестинации. През 2024 г. е регистриран рекорден в историята на летището пътникопоток от 7,92 милиона пасажери. От 17 февруари 2025 г. летището носи сегашното си име Летище „Васил Левски“ – София.

## История

### Преди Втората световна война
Най-старото авионачинание тук е лятна тревна писта във Враждебна, направена още в 1912 г. от българската войска с помощта на немски инженери, която трябва да служи за резервна писта на летището в Божурище. В 1937 г. с указ на цар Борис III от 16 септември е определен и отчужден терен от 19 293 649 m² за изграждане на гражданско летище в източните покрайнини на столицата в землищата на селата Враждебна и Слатина и парцелите на авиостроително дружество „Мургаш“ и др., където първо започва да действа военно летище, което заедно с Летище Божурище и др. защитавало столицата в годините на войната. Това е рождената дата на Летище София. Първата гражданска приемна сграда е построена още в годините на войната по проект на арх. Петко Цветков и арх. Иван Марангозов в южния район на летището. Тя съдържа правителствено и дипломатическо крило, образуващо западната ѝ част (действащо като ВИП и до днес), сектор международни полети, образуващ централната част на корпуса ѝ, и източно крило за вътрешните полети; има две писти, пресичащи се под ъгъл 30° една с друга. Първите български граждански полети започват още на летище Божурище на 25 октомври 1927 г. от първата българска авиокомпания Бунавад.

### В периода 1944 – 1989 г.
На 27 декември 1946 г. Министерският съвет издава Постановление № 8 за създаване на Дирекция на въздушните съобщения. Тя разполага своите отдели (летателен, технически, свързочен и транспортен) в изградената през 1943 г. терминална сграда на летище „Враждебна“. От новото летище Враждебна редовното гражданско пътническо и пощенско въздухоплаване започва на 29 юни 1947 г., открито лично от министър-председателя Георги Димитров, от сградите в северната част на терена, близо до с. Враждебна. Този първи полет е осъществен със самолет Junkers 52/3m LZ-UNL от екипаж: пилоти Никола Александров и Стефан Тосунов, борден механик Тодор Гургулиев и борден радист Павел Александров. Георги Димитров не се качва на борда. Непосредствено след това отваря врати и готовият споменат първи модерен пътнически терминал. Тогава са открити първите вътрешни линии София-Пловдив-Бургас и София-Горна Оряховица-Варна. Четири месеца по-късно се открива и международна линия до Будапеща, а през 1948 г. тя е разширена в София-Белград-Будапеща-Прага.
Терминалът функционира без съществени изменения, докато обработените пътници достигат 600 000 на година и през пролетта на 1968 г. започват редица преустройства, разширения и модернизации, извършвани периодично до последните през 2001 г. През 1975 г. е открито разширение на сградата на запад за пристигащи по международни полети, пространството за вътрешни полети в източната част също е разширено, правителствено-дипломатическата зона е премахната и функцията ѝ е поета от изградения за това нов специализиран терминал на известно разстояние на запад от основната сграда, а в старата част е открит VIP сектор, перонната част е разширена на изток и са открити нови пътеки за рулиране. На изток от терминала през 1969 г. е открит митнически склад, през 70-те години няколко нови хангара източно от първата база влизат в експлоатация за техническо обслужване. В края на десетилетието летището обслужва 2 000 000 международни и 1 000 000 вътрешни пасажери. В началото на 80-те години в северната част на сградата е открит нов сектор и системата за обработката и проверяване на багажа, също в началото на 80-те години до основния е построен отделен малък терминал за вътрешни полети, а главната сграда остава да обслужва само международните линии и ВИП пътниците. След терористичните заплахи в 1983 г. свободният достъп на изпращачи и граждани до откритата ѝ тераса с изглед към пистата и самолетите е прекратен, а терасата е преустроена.

#### След 1989 година
През 1990 г. е извършено реорганизиране на трафика и терминалът е частично обновен. Основното преустройство и модернизация започва със значително разширяване на зоната в 2000 г., международният сектор за пристигащи е преместен в източното крило, където дотогава се обслужват и вътрешните линии, бившият международен сектор на запад е затворен и напълно реорганизиран, а планировката на централната зона за международни заминаващи е променена изцяло в съответствие със световните стандарти. През 2001 г. тази цялостна реконструкция на терминала е завършена – „Международни линии заминаващи“ по проект на арх. Розина Червенкова и колектив, а по проект на арх. Огнян Грозев и арх. Калин Тихолов. „Международни линии пристигащи“, същата година по проект на арх. Георги Стоилов на летището е изграден Център на РВД с площ 38 630 m² за 83 500 000 €.
Развитието на летището продължава. След пет години на около 2 km от първия, наричан вече „Терминал 1“, е изграден новият „Терминал 2“ по проект на арх. Бернард Джон Хаселман, арх. Енрико Либрехтс, арх. Димитър Димитров, арх. Владимир Копралев и др. за 184 000 000 € с площ 99 340 m², от които 56 500 m² приемен корпус, останалата застроена площ е за покрит паркинг на четири нива и техническа част, пусната е и новата писта клас „ICAO Category 3 operations“, дълга 3,6 km и широка 45 m, прекосяваща с мост р. Искър, построена за 65 000 000 € с три нови изходни скоростни пътеки за рулиране, нова система за наземно осветление, пожарна и аварийна станции, сервизни пътища и корекция на река Искър. Финансирането е 50 000 000 € безвъзмездна помощ от предприсъединителната програма ИСПА на Европейския съюз, 60 000 000 € кредит от Европейската инвестиционна банка, 40 000 000 $ от Кувейтския фонд за арабско развитие и около 60 000 000 € от държавния бюджет. Терминал 2 е официално открит на 27 декември 2006 г.
На 22 април 2009 г. е въведен в експлоатация шумозащитен екран за намаляване въздействието на шума от техническите проби на самолетите върху населената градска част близо до летището.
На 25 юни 2009 г. е открит от транспортния министър Петър Мутафчиев създаденият по проект на арх. Красимир Николчев, арх. Владимир Копралев и колектив за 3 600 000 € североизточно от сградата на „Терминал 2“ „Ландшафтен парк към летището“ на площ на 365 000 m², облагородени с разнообразна растителност и различни архитектурни форми. Паркът е интегрирана ландшафтна среда със зони за отдих и разходки, амфитеатър и езеро. Изградена е алейна мрежа с дължина около 2000 m, която обслужва посетителите, за които е предвиден свободен достъп и не е необходимо задължително да са пътници или изпращачи. Проектът е финансиран със средства от Кохезионния фонд и национално съфинансиране от държавния бюджет.
На 19 октомври 2010 г. на Терминал 2 е открита площадка за авиационни фотографи, която дава възможност за целогодишно заснемане на излитащите и кацащи самолети.
На 24 август 2011 г. правителството съобщава, че е възложило на „Летище София“ експлоатацията, управлението и поддържането на летищен комплекс „Балчик“.
На 6 декември 2012 г. е открита новата Контролна кула на летище София. Съоръжението е по проект на арх. Георги Стоилов, високо е 50 m с разгърнатата застроена площ над 2400 m² и цена 7 700 000 €, изградено е от Главболгарстрой.
На 12 февруари 2013 г. започва разширение и ремонт на новия „Терминал 2“ за 1 200 000 € (1 947 557 лв. без ДДС). Разширението на терминала се състои в удължаването на пътническата галерия в северна посока и обособяването на четири изхода – три за заминаващи пътници и един за получаване на багаж.

#### Смяна на името
Името на летището е официално сменено на Летище „Васил Левски“ – София с указ на президента на 17 февруари 2025 г. по случай 152-рата годишнина от смъртта на Апостола на свободата Васил Левски.

## Терминали и съоръжения

### Терминал 1
През 90-те години на XX век е взето решение за построяване на нова писта за излитане и кацане. Изграждането започва през 2001 г. Стойността на целия проект е за над 210 млн. евро и се финансира от Европейската банка за възстановяване и развитие, Кувейтския фонд за икономическо развитие, програмите на ЕС ИСПА и ФАР, и от държавния бюджет на България.
Новата писта е въведена в експлоатация на 31 август 2006 г. и осигурява капацитет за 25 кацания и излитания на час. Тя е дълга 3600 m, широка 45 m и е оборудвана с модерни аеронавигационни средства за кацане при ниска видимост – категория IIIB. Перонът на Летище София има възможност да приеме всички модерни типове въздухоплавателни средства и разполага с 31 отдалечени и 7 контактни стоянки за обслужване на пътнически, товарни или бизнес полети. Годишният капацитет на „Tерминал 1“ е 1,8 милиона пътници. Старата писта е преустроена в скоростна пътека за рулиране.

### Терминал 2
На 27 декември 2006 г., в навечерието на присъединяването на България към ЕС, е открит и новият „Терминал 2“. Сградата, построена от австрийската компания Strabag, е изградена върху площ от 56 500 m², с допълнителна галерия, дълга 200 m. Пропускателната способност на новия терминал е 2500 пътници в час пик. Оборудването на Терминал 2 включва: 34 гишета за регистрация, седем пътнически ръкава, четири автобусни изхода, четири багажни ленти, многоетажен паркинг с 800 места. Терминалът разполага с търговски зони на обща площ от 4000 m², предлагащи на пътуващите разнообразни услуги – ресторанти, кафе-барове, магазини, туристически услуги и услуги за наемане на автомобили, банки и бюра за обмяна на валута. Годишният капацитет на Терминал 2 е 2,6 милиона пътници.

### Терминал 3
През 2022 г. от „СОФ Кънект“ представиха план за строителството на Терминал 3 на Летище София. Изграждането му ще започне в края на 2026 г. или в началото на 2027 г. и е планирано да влезе в експлоатация през 2030 г. Този терминал няма да има ръкави за извеждане на пътници към самолетите, защото ще се ползва предимно от нискотарифните авиокомпании. Той ще се намира на няколко километра от Терминал 2 в посока изток-югоизток. Терминал 3 ще е свързан с Терминал 2 посредством наземен влак за удобство на пътниците при свързващи полети. Когато Терминал 3 бъде изграден и влезе в експлоатация, ще бъде затворен Терминал 1.

### База наLufthansa Technikна Летище София
„Луфтханза Техник София“ е създадена в края на 2007 г. като джойнт-венчър между немската компания Lufthansa Technik (80%) и българската „Авиейшън Груп“ (20%). Със създаването на „Луфтханза Техник София“, Lufthansa Technik Group изгражда корпусите на една от 5-те си платформи за ремонт и поддръжка на самолети, които има в Европа. Съоръжението в България обслужва клиенти в Европа, Близкия изток и Северна Африка. Направена е основна реконструкция и модернизация, с цел базата да бъде готова за най-тежкия етап на самолетни проверки и поддръжка, D-Check, които ще бъдат извършвани в България. Повече от 350 служители, обучени в България и на базата за техническо обслужване на Lufthansa Technik в Шанън, започват през четвъртото тримесечие на 2008 г. с един Airbus A321 на Lufthansa като първият клиент на Луфтханза Техник София.

### Нова контролна кула
На 19 август 2011 г., в присъствието на министъра на транспорта, информационните технологии и съобщенията Ивайло Московски, директорът на държавното предприятие „Ръководство въздушно движение“ Деян Динев и главният директор на „Главболгарстрой“ Павел Калистратов подписват договор за проектиране и строителство на новата контролна кула на летище София. Главболгарстрой АД е избран за изпълнител на строежа след като печели обществената поръчка. Общата стойност на проекта е 14 813 030 лева и е завършен за по-малко от 10 месеца. Проектът се финансира изцяло от държавното предприятие „Ръководство на въздушното движение“.
Контролната кула се намира западно от „Терминал 2“. Съоръжението е високо
50 m, а разгърнатата застроена площ е над 2400 m².

## Транспорт

### Метростанция Летище София-Терминал 2
Строителството на връзката до центъра на София на метро започва през септември 2012 г. Метростанция „Летище София“ е въведена в експлоатация на 2 април 2015 г. Изходът ѝ е пред Терминал 2. Във времето от 5:00 до 23:00 има безплатни трансферни автобуси до Терминал 1 и обратно през 30 минути.
Метростанция „Летище София“ се обслужва от Линия М4 на Софийското метро.

### Автобуси
Летището се обслужва от автобусна линия 84, която свързва двата терминала със Софийския университет и центъра на града.

### Такси
Таксиметровата компания „Йелоу 333“ АД, която работи под брада Yellow! е официално избрана за официален и лицензиран превозвач за срок от 5 години от юни 2023 г. нататък, с възможност за удължаване с още 3 години в зависимост от представянето на компанията. Изборът става след търг с други големи таксиметрови компании.

## Авиокомпании и дестинации
Летището е възел за националния авиопревозвач – България Ер, както и за нискотарифните авиокомпании Райънеър и Уиз Еър. Летище София беше база и за единствената българска авиокомпания, която изпълняваше полети на дълги разстояния – Гъливеър. Аеропортът отбелязва значително нарастване на пътникопотока през последните години, след като нискотарифните авиокомпании започват да оперират полети от и до летището. Вследствие, през 2019 година през летището преминават рекордните 7 107 096 пътници. Тенденцията на повишение на обслужените пасажери е силно повлияна от коронавирусната пандемия от COVID-19 през 2020 – 2021 година, която негативно рефлектира върху пътникопотока отчетен на летището (и в световен мащаб). През 2021 година е регистриран пътникопоток от 3.4 милиона пасажери, което е 52.7% понижение спрямо 2019 година.
Летището е партньор с над 30 авиокомпании, които оперират по 45 дестинации. В 2010 г. само „Терминал 2“ обслужва 3 200 000 пасажера, а към 2011 има летищна такса по 12 евро на всеки заминаващ пътник.
Летището обслужва чартърни полети до Турция, Италия и Близкия Изток; сезонни полети до Египет, Тунис и Мароко и има директна връзка с почти всички европейски столици. От 2024 г. летище „София“ директна връзка с Осло (Норвегия), Хелзинки (Финландия) и Рига (Латвия).
| Австрия                    |                                                  | |
| Виена                      | Международно летище Виена                        | Austrian Airlines / Ryanair                                                                                               |
| Албания                    |                                                  | |
| Тирана                     | Международно летище Тирана                       | European Air Charter (сезонна чартърна линия)                                                                             |
| Армения                    |                                                  | |
| Ереван                     | Международното летище Звартноц                   | Wizz air |
| Белгия                     |                                                  | |
| Брюксел                    | Международно летище Брюксел                      | Bulgaria Air |
| Шарлероа                   | Летище Брюксел Шарлероа                          | Ryanair / Wizz air |
| България                   |                                                  | |
| Варна                      | Международно летище Варна                        | Bulgaria Air |
| Бургас                     | Международно летище Бургас                       | Bulgaria air |
| Великобритания             |                                                  | |
| Белфаст                    | Международно летище Белфаст                      | Jet2.com (сезонна чартърна линия)                                                                                         |
| Бирмингам                  | Летище Бирмингам                                 | Ryanair; TUI fly (сезонна чартърна линия)                                                                                 |
| Бристъл                    | Летище Бристъл                                   | Ryanair; EasyJet / Jet2.com (сезонни линии)                                                                               |
| Единбург                   | Летище Единбург                                  | Ryanair |
| Ливърпул                   | Летище Ливърпул Джон Ленън                       | Ryanair |
| Лондон                     | Летище Гетуик                                    | Easyjet(сезонна линия зима) ; Jet2.com / TUI fly (сезонни чартърни линии)                                                 |
| Лондон                     | Летище Лондон Лутън                              | Wizz air |
| Лондон                     | Летище Лондон Станстед                           | Ryanair |
| Лондон                     | Летище Хийтроу                                   | British Airways / Bulgaria Air                                                                                            |
| Манчестър                  | Летище Манчестър                                 | EasyJet; Jet2.com / TUI fly (сезонни чартърни линии)                                                                      |
| Нотингам                   | Летище Нотингам                                  | Jet2.com (сезонна чартърна линия)                                                                                         |
| Нюкасъл ъпон Тайн          | Международно летище Нюкасъл                      | Jet2.com (сезонна чартърна линия)                                                                                         |
| Германия                   |                                                  | |
| Берлин                     | Летище Бранденбург                               | Bulgaria Air / Ryanair |
| Дортмунд                   | Летище Дортмунд                                  | Wizz air |
| Карлсруе                   | Летище Карлсруе/Баден-Баден                      | Ryanair |
| Кьолн                      | Летище Кьолн/Бон                                 | Ryanair |
| Меминген                   | Летище Меминген                                  | Ryanair / Wizz air |
| Мюнхен                     | Летище Мюнхен                                    | Lufthansa |
| Нюрнберг                   | Летище Нюрнберг                                  | Ryanair |
| Франкфурт на Майн          | Летище Франкфурт                                 | Bulgaria Air / Lufthansa                                                                                                  |
| Лаудценхаузен              | Летище Франкфурт-Хан                             | Ryanair / Wizz air |
| Хамбург                    | Летище Хамбург                                   | Wizz air |
| Щутгарт                    | Летище Щутгарт                                   | Wizz air |
| Гърция                     |                                                  | |
| Атина                      | Международно летище Елефтериос Венизелос         | Aegean Airlines / Bulgaria Air / Sky Express                                                                              |
| Закинтос                   | Международно летище Дионисиос Саломос, Закинтос  | Bulgaria Air (сезонна линия)                                                                                              |
| Ираклио                    | Международно летище Никос Казандзакис            | Bulgaria Air (сезонна линия)                                                                                              |
| Корфу                      | Международно летище Йоанис Каподистриас          | Ryanair (сезонна линия)                                                                                                   |
| Ханя                       | Международно летище Йоанис Даскалоянис           | Ryanair (сезонна линия)                                                                                                   |
| Родос                      | Международно летище Диагорас                     | Ryanair (сезонна линия)                                                                                                   |
| Санторини                  | Международно летище Санторини                    | Bulgaria Air / European Air Charter (сезонни линии)                                                                       |
| Скиатос                    | Международно летище Скиатос                      | Ryanair (сезонна линия)                                                                                                   |
| Дания                      |                                                  | |
| Копенхаген                 | Летище Копенхаген, Каструп                       | Ryanair |
| Ирландия                   |                                                  | |
| Дъблин                     | Летище Дъблин                                    | Ryanair |
| Испания                    |                                                  | |
| Аликанте                   | Летище Аликанте                                  | Ryanair |
| Барселона                  | Летище Ел Прат                                   | Ryanair / Wizz air; Bulgaria air (сезонна линия лято)                                                                     |
| Валенсия                   | Летище Валенсия                                  | Ryanair; Wizz air (сезонна линия лято)                                                                                    |
| Мадрид                     | Летище Мадрид - Барахас                          | Bulgaria Air / Ryanair / Wizz air                                                                                         |
| Малага                     | Летище Малага                                    | Wizz air / Ryanair / Bulgaria Air (сезонна линия лято)                                                                    |
| Палма де Майорка           | Летище Палма де Майорка                          | Ryanair / Wizz air (от март 2026); Bulgaria Air (сезонна линия лято)                                                      |
| Тенерифе                   | Летище Тенерифе Юг                               | Bulgaria Air (сезонна чартърна линия)                                                                                     |
| Италия                     |                                                  | |
| Алгеро                     | Летище Алгеро-Фертилия                           | Wizz air |
| Бари                       | Летище Бари                                      | Ryanair / Wizz air; Bulgaria Air / European Air Charter (сезонни чартърни линии)                                          |
| Бергамо                    | Международно летище Орио ал Серио                | Ryanair / Wizz air |
| Болоня                     | Летище Болоня – Гулиелмо Маркони                 | Ryanair |
| Катания                    | Международно летище Катания                      | Ryanair / European Air Charter (сезонна чартърна линия)                                                                   |
| Ламеция Терме              | Международно летище Ламеция Терме                | Wizz air (от март 2026)                                                                                                   |
| Милано                     | Летище Милано Малпенса                           | Bulgaria Air |
| Неапол                     | Международно летище Неапол                       | Ryanair / Wizz air |
| Олбия                      | Летище Олбия, Коста Смералда                     | European Air Charter (сезонна чартърна линия)                                                                             |
| Палермо                    | Летище Палермо                                   | BH Air (сезонна чартърна линия)                                                                                           |
| Рим                        | Международно летище Рим Фиумичино                | Bulgaria Air / ITA Airways / Wizz air                                                                                     |
| Рим                        | Международно летище Рим Чампино                  | Ryanair |
| Торино                     | Летище Торино                                    | Wizz air (от 28.10.2026)                                                                                                  |
| Тревизо                    | Летище Тревизо, Венеция                          | Ryanair |
| Кипър                      |                                                  | |
| Ларнака                    | Международно летище Ларнака                      | Bulgaria Air / Wizz air; BH Air (сезонна чартърна линия)                                                                  |
| Пафос                      | Международно летище Пафос                        | Ryanair |
| Латвия                     |                                                  | |
| Рига                       | Международно летище Рига                         | airBaltic |
| Малта                      |                                                  | |
| Валета                     | Международно летище Малта                        | Ryanair |
| Молдова                    |                                                  | |
| Кишинев                    | Летище Кишинев                                   | Wizz air (от 26.10.2025)                                                                                                  |
| Нидерландия                |                                                  | |
| Айндховен                  | Летище Айндховен                                 | Ryanair / Wizz air |
| Амстердам                  | Летище Амстердам Схипхол                         | Bulgaria Air |
| Норвегия                   |                                                  | |
| Осло                       | Летище Осло                                      | Norwegian Air Shuttle (сезонна линия лято)                                                                                |
| Полша                      |                                                  | |
| Варшава                    | Летище Фредерик Шопен                            | LOT Polish Airlines |
| Вроцлав                    | Летище Вроцлав                                   | Ryanair |
| Краков                     | Летище Краков - Йоан Павел II                    | Ryanair (от 27.10.2025) / Wizz air                                                                                        |
| Нови Двур Мазовецки        | Летище Варшава Модлин                            | Ryanair / Wizz air (от 15.12.2025)                                                                                        |
| Португалия                 |                                                  | |
| Лисабон                    | Летище Лисабон                                   | Bulgaria Air |
| Румъния                    |                                                  | |
| Букурещ                    | Международно летище Букурещ Отопени              | Animawings (от 1.10.2025) / TAROM                                                                                         |
| Словакия                   |                                                  | |
| Братислава                 | Летище Братислава                                | Ryanair |
| Сърбия                     |                                                  | |
| Белград                    | Летище Белград                                   | Air Serbia |
| Унгария                    |                                                  | |
| Будапеща                   | Международно летище Ференц Лист                  | Ryanair |
| Финландия                  |                                                  | |
| Хелзинки                   | Летище Хелзинки                                  | Norwegian Air Shuttle (сезонна линия)                                                                                     |
| Франция                    |                                                  | |
| Париж                      | Летище Париж Шарл дьо Гол                        | Bulgaria Air |
| Бове                       | Летище Париж Бове                                | Ryanair / Wizz air |
| Лион                       | Летище Лион                                      | Wizz air |
| Орли                       | Летище Париж Орли                                | EasyJet/ / Transavia |
| Ница                       | Летище Ница Лазурен бряг                         | Wizz air |
| Хърватия                   |                                                  | |
| Загреб                     | Летище Загреб                                    | Ryanair (сезонна линия)                                                                                                   |
| Задар                      | Летище Задар                                     | Ryanair (сезонна линия)                                                                                                   |
| Чехия                      |                                                  | |
| Прага                      | Летище Вацлав Хавел Прага                        | Bulgaria Air / Wizz air (от 27.10.2025)                                                                                   |
| Швейцария                  |                                                  | |
| Базел                      | Евролетище Базел-Мюлуз-Фрайбург                  | Wizz air |
| Цюрих                      | Летище Цюрих                                     | Bulgaria Air / Swiss International Airlines                                                                               |
| Швеция                     |                                                  | |
| Нюшьопинг                  | Летище Стокхолм Скавста                          | Wizz air |
| Азия                       |                                                  | |
| Бахрейн                    |                                                  | |
| Манама                     | Международно летище Бахрейн                      | European Air Charter (сезонна чартърна линия)                                                                             |
| Израел                     |                                                  | |
| Тел Авив                   | Международно летище Бен Гурион                   | Bulgaria Air / El Al / Israir Airlines and Tourism (сезонна линия) / Ryanair / Wizz air                                   |
| Катар                      |                                                  | |
| Доха                       | Международно летище Хамад                        | Qatar Airways |
| Обединени арабски емирства |                                                  | |
| Абу Даби                   | Международно летище Абу Даби                     | Wizz air (до септември 2025)                                                                                              |
| Дубай                      | Международно летище Дубай                        | Flydubai |
| Турция                     |                                                  | |
| Анталия                    | Летище Анталия                                   | Pegasus Airlines; BH Air / Bulgaria Air / Corendon Airlines / European Air Charter / SunExpress (чартърни чартърни линии) |
| Бодрум                     | Летище Бодрум                                    | BH Air / Bulgaria Air / European Air Charter (чартърни чартърни линии)                                                    |
| Газипаша                   | Летище Газипаша-Аланя                            | BH Air / European Air Charter (сезонна чартърна линия)                                                                    |
| Истанбул                   | Летище Истанбул                                  | Turkish Airlines |
| Истанбул                   | Международно летище Истанбул Сабиха Гьокчен      | Pegasus Airlines |
| Невшехир                   | Летище Невшехир Кападокия                        | BH Air / European Air Charter (сезонна чартърна линия)                                                                    |
| Африка                     |                                                  | |
| Египет                     |                                                  | |
| Асуан                      | Международно летище Асуан                        | European Air Charter (сезонна чартърна линия)                                                                             |
| Кайро                      | Международно летище Кайро                        | BH Air / Bulgaria Air / European Air Charter (сезонни чартърни линии)                                                     |
| Хургада                    | Международно летище Хургада                      | BH Air / Bulgaria Air / European Air Charter (чартърни чартърни линии)                                                    |
| Шарм ел-Шейх               | Международно летище Шарм ел-Шейх                 | BH Air / Bulgaria Air / European Air Charter (чартърни чартърни линии)                                                    |
| Кабо Верде                 |                                                  | |
| Сал                        | Международно летище Амилкар Кабрал               | European Air Charter (сезонна чартърна линия)                                                                             |
| Кения                      |                                                  | |
| Момбаса                    | Международно летище Мои                          | European Air Charter (сезонна чартърна линия)                                                                             |
| Мавриций                   |                                                  | |
| Порт Луи                   | Международно летище Мавриций                     | Bulgaria Air (сезонна чартърна линия)                                                                                     |
| Мароко                     |                                                  | |
| Фес                        | Летище Фес                                       | European Air Charter (сезонна чартърна линия)                                                                             |
| Маракеш                    | Летище Маракеш Менара                            | Wizz air (от 28.10.2025) European Air Charter (сезонна чартърна линия)                                                    |
| Танзания                   |                                                  | |
| Занзибар                   | Международно летище Абейд Амани Каруме, Занзибар | European Air Charter (сезонна чартърна линия)                                                                             |
| Тунис                      |                                                  | |
| Джерба                     | Международно летище Джерба                       | BH Air / Bulgaria Air / European Air Charter (чартърни чартърни линии)                                                    |
| Енфида                     | Международно летище Енфидха-Хамамет              | BH Air / European Air Charter (сезонни чартърни линии)                                                                    |

## Статистика
През 2015 година Летище София е обслужило рекордните 4 088 943 пътници, ръст от 7,2 % спрямо преминалите 3 815 158 пътници през 2014 г. През 2015 г. за първи път в историята си летището преминава границата от 4 милиона обслужени пътници в рамките на една календарна година. През Терминал 1 са преминали над 1,5 млн. пътници, а през Терминал 2 близо 2,6 милиона. Годишният анализ показва, че по международни редовни линии са пътували 93% от общия пътникопоток, 4% са пасажерите по вътрешни линии, а 3% са използвали чартърни полети. През 2015 г. самолетодвиженията (броят на излетелите и кацнали самолети) е 44 416 – с 5,5 % повече от регистрираните 42 120 през 2014 г., а превозените товари и поща през изтеклата година са били 18 727 тона – ръст от 5,6 % спрямо 17 741 тона през 2014 г.
През първите три месеца на 2016 г. броят на преминалите пътници през двата терминала е 980 882, което е със 114 000 повече спрямо същия период на предходната година. За тримесечието 10 756 са кацналите и излетели самолети на летище София, което е увеличение от 9,4% на годишна база.
Товаропотокът е нараснал с 12% при обработени 2974 тона за януари – февруари 2016 г.
За първите десет месеца на 2016 г. броят на обслужените пасажери е 4 076 897 души. Само през октомври на Терминал 1 са обслужени 262 хиляди пътници, а на Терминал 2 – 215 хиляди. Общо пътниците през октомври са с 33% повече отколкото година по-рано. За 2016 г. летище София обяви рекорден ръст на пътниците от 22%, като те достигнаха 4 980 387 души. Само един ден не достигна на аерогарата, за да мине прага от 5 млн. пътници. Рекорд имаше и при откриването на нови линии – 23. Разбивката показа, че пътиците на двата терминала почти са се изравнили, като през новия са преминали 2.6 млн. души, а през стария – 2,3 млн. и то при положение, че Ryanair работи на пълен капацитет едва през последните 3 месеца на 2016 г.
За годината броят на пътници по международни курсове се е увеличил с 34%, а по национални – с 4%. През октомври са обслужени 4774 полета (24% повече от година по-рано), от които 92% пътнически и 3% товарни. През октомври са обработени 1905 тона карго (19% повече товарни пратки и 10% повече пощенски пратки спрямо година по-рано).

### Най-натоварени маршрути по брой седмични излитания
Изчисленията са направени на базата на информацията в сайта на летище София. В таблицата са включени единствено дестинациите с брой на седмични полети над 7.
| Град          | Летища                                                | Седмични излитания | Авиокомпании                                           |
| ------------- | ----------------------------------------------------- | ------------------ | ------------------------------------------------------ |
| Лондон        | (GTW) Гетуик (LHR) Хийтроу (LTN) Лутън (STN) Станстед | 51                 | Easyjet British Airways / Bulgaria Air WizzAir Ryanair |
| Мюнхен        | (MUC) Йозеф Щраус (MMG) Меминген                      | 26                 | Lufthansa Ryanair / Wizz air                           |
| Виена         | (VIE) Швехат                                          | 26                 | Austrian Airlines / Bulgaria Air / Ryanair             |
| Франкфурт     | (FRA) Франкфурт на Майн (HHN) Франкфурт-Хан           | 19                 | Bulgaria Air / Lufthansa Wizz air                      |
| Варна         | (VAR) Варна                                           | 18                 | Bulgaria Air                                           |
| Варшава       | (WAW) Фредерик Шопен                                  | 14                 | LOT Polish Airlines                                    |
| Тел Авив      | (TLV) Бен Гурион                                      | 12                 | Bulgaria Air / El Al / Ryanair / Wizz air              |
| Париж         | (BVA) Бове (CDG) Шарл де Гол                          | 11                 | Ryanair / WizzAir / Bulgaria Air                       |
| Рурска област | (CGN) Кьолн/Бон (DTM) Дортмунд                        | 11                 | Ryanair WizzAir                                        |

### Най-натоварени маршрути по брой превозени пътници до крайна дестинация
| #   | Град              | Авиокомпании                                                        | Брой    |
| --- | ----------------- | ------------------------------------------------------------------- | ------- |
| 1.  | Лондон            | British Airways, Bulgaria Air, easyJet, Ryanair, WizzAir            | 431 439 |
| 2.  | Виена             | Австрийски авиолинии, Ryanair                                       | 178 720 |
| 3.  | Франкфурт на Майн | Bulgaria Air, Lufthansa                                             | 161 149 |
| 4.  | Милано            | Ryanair, Wizz air                                                   | 136 514 |
| 5.  | Истанбул          | Turkish Airlines                                                    | 133 337 |
| 6.  | Тел Авив          | Bulgaria Air, Wizz Air, Ryanair, El Al, Israir Airlines and Tourism | 124 294 |
| 7.  | Варна             | Bulgaria Air, Ryanair                                               | 115 710 |
| 8.  | Рим               | Bulgaria Air, Ryanair, Wizz air, ITA Airways                        | 115 358 |
| 9.  | Мюнхен            | Ryanair, WizzAir, Lufthansa                                         | 115 200 |
| 10. | Айндховен         | Wizz air                                                            | 100 653 |

## Галерия
- 2001 г. Терминал 1
- 2011 г. Терминал 1
- 2005 г. Терминал 1
- 2001 г. интериор на Терминал 1
- Терминал 2
- Терминал 2
- Терминал 2
- Терминал 2, май 2006
- Чек-ин на Терминал 2
- 2009 г. Ландшафтен парк на Терминал 2
- 2012 г. Новата контролна кула с Терминал 2 на Летище София
- Диаграма на летище София